# دماغه

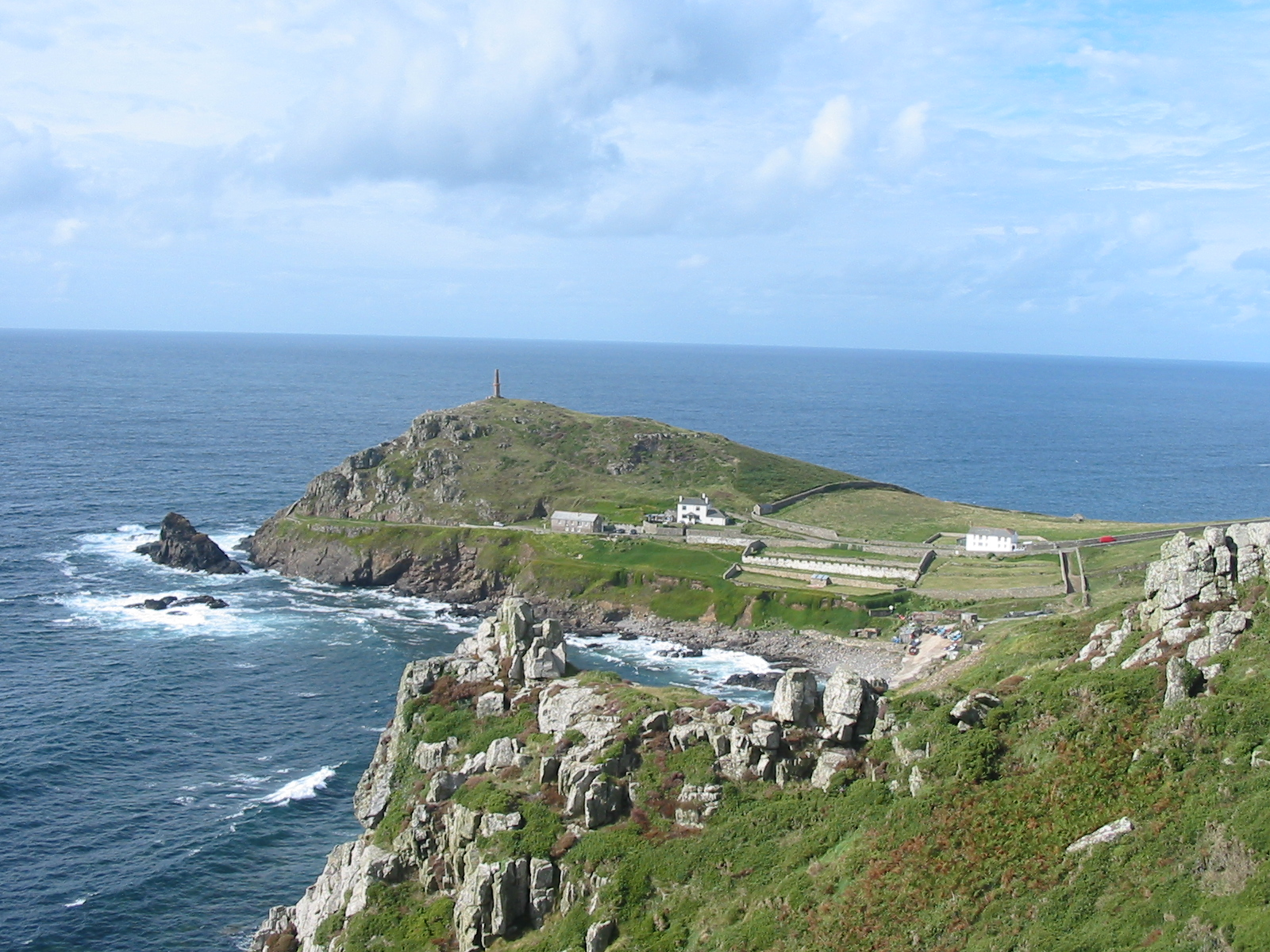
دماغه کورن‌وال در انگلستان

دماغه (به انگلیسی: Cape) به پیشروی خشکی در آب گویند. برعکس واژه خلیج که به معنای پیشروی آب در خشکی است.
برخی از دماغه‌ها در جهان دارای بلندی هستند.

## فهرست برخی از دماغه‌های سرشناس جهان

### قاره اروپا
انگلستان:
- دماغه کورن‌وال

پرتغال:

### قاره آسیا
روسیه:
- دماغه دژنف

### قاره آفریقا
آفریقای جنوبی:
- دماغه امید نیک
- دماغه آگولاس

### قاره آمریکا
ایالات متحده آمریکا:
- دماغه کاناورال
- دماغه شاهزاده ولز
- دماغه کاد